# 엑시비션 스타디움
엑시비션 스타디움(Exhibition Stadium)은 캐나다 온타리오주 토론토에 있었던 다목적 경기장이다. CFL 토론토 아고노츠와 MLB의 토론토 블루제이스의 홈경기장으로 사용했다.

## 같이 보기
- 로저스 센터
- 토론토 FC
- BMO 필드